# دينيس غوثير
دينيس غوثير هو لاعب هوكي الجليد كندي، ولد في 1 أكتوبر 1976 في مونتريال في كندا.

## وصلات خارجية
- دينيس غوثير على موقع دوري الهوكي الوطني (الإنجليزية)
- دينيس غوثير على موقع EliteProspects.com (الإنجليزية)
- دينيس غوثير على موقع HockeyDB.com (الإنجليزية)
- دينيس غوثير على موقع Hockey-Reference.com (الإنجليزية)